# Будинци
Будинци (словен. Budinci, мађ. Bűdfalva) су насељено место у општини Шаловци, Помурска регија, Словенија.

## Географски положај
Будинци су најсеверније насеље у Словенији. Координате најсеверније тачке Словеније су: 46° 52′ 37,52″ N 16° 14′ 18,14″ E / 46.86667° С; 16.23333° И.

## Историја
До територијалне реорганизације у Словенији били су у саставу старе општине Мурска Собота.

## Становништво
У попису становништва из 2011. године, Будинци су имали 110 становника.
| Број становника према пописима | Број становника према пописима | Број становника према пописима |
| ------------------------------ | ------------------------------ | ------------------------------ |
| 1991                           | 2002                           | 2011                           |
| 184                            | 139                            | 110                            |

## Галерија
- капела
- један од споменика на сеоском гробљу